# Панея (гора)

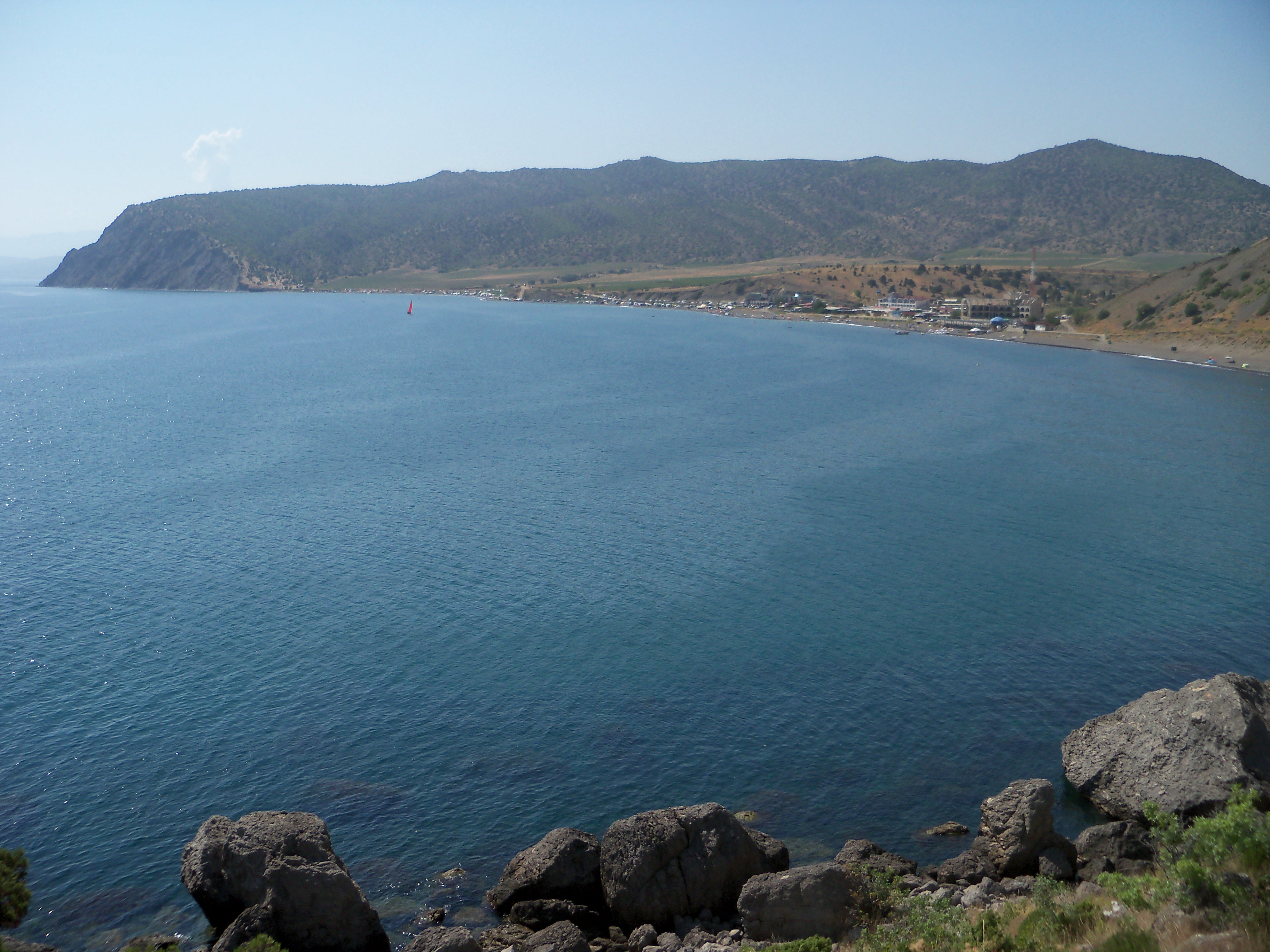
Вид з Голіцинської стежки на Кутлакську бухту, мис Ай-Фока і хребет Сонкі-Сиртлар.

Панея (гора) — гора в Криму на гірському хребті Сонкі-Сиртлар. Розташована в ряду (послідовно від моря на північ): Кечит-Вермез (221 м), Папая-Кая (319 м), Панея (гора), Кутур-Оба (352 м).